# Martine Ferrière
 Martine Ferrière est une actrice française née le 2 septembre 1926 à Landau in der Pfalz (Allemagne) et morte le 5 mai 2012 à Chaumont.

## Biographie
De son vrai nom Claude Martine Jacquin, elle naît le 2 septembre 1926 à Landau in der Pfalz (Allemagne) .
Elle meurt le  5 mai 2012 à Chaumont (Haute-Marne), à l'âge de 85 ans.

## Théâtre
- 1957 : Hernani de Victor Hugo, mise en scène André Reybaz, Grand Théâtre de la Cité de Carcassonne : une dame
- 1958 : Peer Gynt d'Henrik Ibsen, traduction Maurice Prozor, mise en scène André Reybaz, Théâtre national populaire-Chaillot
- 1960 : Comme tu me veux de Luigi Pirandello, mise en scène Antoine Bourseiller, studio des Champs-Élysées : Barbara
- 1962 : Un otage de Brendan Behan, traduction Jacqueline Sundström, mise en scène Georges Wilson, Odéon-Théâtre de France : Robine
- 1963 : Ève et Line de Luigi Pirandello, mise en scène Benjamin Crémieux, théâtre des Bouffes-Parisiens : Miss White
- 1964 : Maître Puntila et son valet Matti de Bertolt Brecht, mise en scène Georges Wilson, Théâtre national populaire-Chaillot
- 1965 : La Folle de Chaillot de Jean Giraudoux, mise en scène Georges Wilson, Théâtre national populaire-Chaillot : Deuxième Femme
- 1966 : La Perruche et le Poulet d'après Jack Popplewell, adaptation et mise en scène Robert Thomas, théâtre du Vaudeville : Suzanne Brissard
- 1968 : La Mère de Bertolt Brecht, d'après Maxime Gorki, mise en scène Jacques Rosner, théâtre Sorano : Lydia Antonovna
- 1969 : Off Limits d'Arthur Adamov, mise en scène Gabriel Garran, théâtre de la Commune d'Aubervilliers
- 1969 : Amphitryon de Molière, mise en scène François Darbon, Alcazar Théâtre
- 1983 : Autant en emporte le vent  d'après Margaret Mitchell, mise en scène Daniel Benoin, Comédie de Saint-Étienne : Madame Merriwether

## Filmographie

### Cinéma
- 1962 : Les Dimanches de Ville-d'Avray de Serge Bourguignon : une mère
- 1964 : Chère Brigitte d'Henry Koster : la bonne de Brigitte Bardot
- 1967 : La Nuit des généraux de Anatole Litvak : la femme polonaise (non créditée)
- 1968 : Baisers volés de François Truffaut : Madame Turgan
- 1968 : L'Astragale de Guy Casaril : l'infirmière
- 1969 : La Sirène du Mississipi de François Truffaut : Mme Travers
- 1970 : Dernier Domicile connu de José Giovanni : la femme du cordonnier (non créditée)
- 1971 : Êtes-vous fiancée à un marin grec ou à un pilote de ligne ? de Jean Aurel : Mlle Pinat
- 1972 : Une belle fille comme moi de François Truffaut : la secrétaire de la prison
- 1974 : Le Trio infernal de Francis Girod
- 1974 : La Merveilleuse Visite de Marcel Carné
- 1975 : La Soupe froide de Robert Pouret : Madame Saury
- 1975 : Les Galettes de Pont-Aven de Joël Séria : la sœur du barde
- 1976 : Jarosław Dąbrowski de Bohdan Poręba : Louise Michel
- 1977 : L'Ombre des châteaux de Daniel Duval : la mère supérieure
- 1977 : L'Animal de Claude Zidi : l'assistante sociale
- 1979 : La Dérobade de Daniel Duval : Madame Pedro
- 1986 : The Frog Prince de Brian Gilbert : tante Billy
- 1986 : Cours privé de Pierre Granier-Deferre : le professeur remplaçant
- 1991 : The Favour, the Watch, and the Very Big Fish de Ben Lewin : Louise Michel
- 2006 : Le Temps des porte-plumes de Daniel Duval : la directrice du dépôt

### Télévision

#### Téléfilms
- 1968 : Les Grandes espérances de Marcel Cravenne : Sarah Pockett
- 1973 : Une Atroce petite musique de Georges Lacombe : Madame Leo
- 1977 : La Maison des autres de Jean-Pierre Marchand
- 1979 : Les Fleurs fanées de Jacques Fansten
- 1979 : Jean le Bleu d'Hélène Martin : la dame de l'école
- 1980 : Le Coq de bruyère de Gabriel Axel : une cliente
- 1980 : Ils furent rois tout un matin de Régis Milcent
- 1981 : Le Pain de fougère d'Alain Boudet : la femme Gerbault
- 1981 : Gaston Lapouge de Franck Appréderis : Mademoiselle Laprez
- 1981 : Ursule Mirouët de Marcel Cravenne : Madame Crémière
- 1986 : La Dame des dunes de Joyce Buñuel : Blanche
- 1988 : Un coupable de Roger Hanin
- 1993 : Catherine Courage de Jacques Ertaud : sœur Gérard

#### Séries télévisées
- 1957 : En votre âme et conscience, épisode L'Affaire Pranzini
- 1958 : La caméra explore le temps , épisode L'Étrange Mort de Paul-Louis Courier : Jeanne
- 1965 : La caméra explore le temps , épisode L'Affaire Ledru : Madame Nutz
- 1965 : Seule à Paris de Robert Guez : Bertha
- 1966 Les Cinq Dernières Minutes, épisode Pigeon vole de Claude Loursais : Julie
- 1967 : En votre âme et conscience, épisode L'Affaire Francey
- 1967 : Les Enquêtes du commissaire Maigret, épisode Cécile est morte(1.1) de Claude Barma : la concierge
- 1967 : L'Amateur ou SOS Fernand, épisode La Vicomtesse (1.7)
- 1968 : L'Homme du Picardie de Jacques Ertaud
- 1968 : Les Chevaliers du ciel, épisode 2.7
- 1969 : Café du square de Louis Daquin
- 1969 : Fortune d'Henri Colpi
- 1970 : Le Tribunal de l'impossible, épisode  Un mystère contemporain d'Alain Boudet : Madame Kanters
- 1970 : Les Dossiers du professeur Morgan, épisode L'Ombre d'un doute
- 1973 :  Joseph Balsamo d'André Hunebelle
- 1973 : Les Cinq Dernières Minutes, épisode Un gros pépin dans le chasselas de Claude-Jean Bonnardot : Alice
- 1973 : Lucien Leuwen, téléfilm de Claude Autant-Lara : Mademoiselle Bérard
- 1974 : La Folie des bêtes de Fernand Marzelle : Rose Lantier
- 1974 : Le Pain noir de Serge Moati : Madame Duchemin
- 1974 : Les Dossiers du professeur Morgan, épisode Le Cirque : la magicienne
- 1974 : Un curé de choc : la standardiste
- 1975 : Aurore et Victorien de Jean-Paul Carrère : la mère de Victorien
- 1977 : Banlieue Sud-Est de Gilles Grangier
- 1977 : Ne le dites pas avec des roses de Gilles Grangier
- 1978 : Émile Zola ou la Conscience humaine de Stellio Lorenzi : Mistress Louise
- 1980 : Les Enquêtes du commissaire Maigret, épisode L'Affaire Saint-Fiacre de Jean-Paul Sassy (14.1) : Marie Tatin
- 1980 : Les Quatre Cents Coups de Virginie de Bernard Queysanne, épisode 5 : la veuve
- 1981 : Sans famille de Jacques Ertaud, épisode Un enfant surgit de l'ombre :  Thérèse Acquin
- 1982 : Le Village sur la colline d'Yves Laumet : Eugénie
- 1982 : Messieurs les jurés, épisode L'Affaire Verviers : la greffière
- 1983 : Bel-Ami de Pierre Cardinal : Madame Ledoux
- 1984 : Des grives aux loups de Philippe Monnier : Madame Chanlat
- 1984 : Les Enquêtes du commissaire Maigret, épisode L'Ami d'enfance de Maigret (18.1) de Stéphane Bertin
- 1985 : Les Amours des années 50, épisode Le Dimanche des Rameaux : Alice
- 1987 : Les Enquêtes du commissaire Maigret, épisode Maigret voyage (20.3) de Jean-Paul Carrère
- 1988 : Anges et Loups de Boramy Tioulong : Sigisbert